# Цєян Шеньцзє
Цєян Шеньцзє (кит.: 切 阳什姐; піньїнь: Qieyang Shenjie) (нар. 11 листопада 1990) — китайська легкоатлетка, яка спеціалузіється в спортивній ходьбі, олімпійська медалістка, перша етнічна тибетка, яка виборола медаль на Олімпійських іграх.
На чемпіонаті світу-2019 спортсменка здобула «срібло» на 20-кілометровій дистанції ходьби.

## Виступи на Олімпіадах
| Олімпіада           | Дисципліна   | Місце |
| ------------------- | ------------ | ----- |
| 2012 Лондон         | Ходьба 20 км | 1     |
| 2016 Ріо-де-Жанейро | Ходьба 20 км | 5     |